# Billy Jack
Billy Jack est un film de Tom Laughlin, sorti en 1971, qui relate les aventures de Billy Jack, déjà mis à l'écran par Laughlin en 1967 dans Le Crédo de la violence. Le film sera l'objet de désaccords entre le réalisateur et Warner Bros. qui conduiront Laughlin à reprendre les droits sur son film et à assurer lui-même la diffusion de son film en privatisant des cinémas à travers les États-Unis pour projeter son film. Il a réalisé une suite sortie en 1974, The Trial of Billy Jack

## Synopsis
Billy Jack est un métis de blanc et d’indien navajo, béret vert vétéran de la guerre du Vietnam ; c'est également un maître du hapkido. Le personnage était déjà apparu en 1967 dans Born Losers (Le Credo de la violence), "film de bikers" qui mettait en scène un gang de motards terrorisant une ville californienne, dans lequel Billy Jack affrontait puis vainquait le gang en question en apportant la preuve que ses membres avaient commis un viol collectif.
Dans ce deuxième film, le héros défend les élèves de l'École de la Liberté, où sont appliqués des principes hippies, contre une partie de la population de la ville, qui ne comprend pas – ou n’apprécie pas – qu’un établissement scolaire fasse l’apologie de la contre-culture.
Au cours d'une scène, un groupe d'enfants indiens de l'École se rend en ville pour acheter des crèmes glacées. On refuse de les servir, puis ils sont agressés et humiliés par la bande d’un certain Bernard Posner (le fils d’un dirigeant corrompu du comté). Événements qui déclenchent la colère de Billy Jack. Un peu plus tard, non seulement la directrice de l'École est violée, mais, en outre, un élève indien est assassiné par Bernard Posner.
Billy se bat contre ce dernier et reçoit une blessure par balle, avant de le tuer. S’ensuit un échange de tirs avec la police, à l’issue duquel Billy Jack se rend aux autorités. Comme il est arrêté puis emmené, de nombreux poings se lèvent dans la foule, en signe de défi et de soutien.
L'intrigue se poursuivra dans un autre film, The Trial of Billy Jack, 1974 (Le Procès de Billy Jack), du même réalisateur.

## Fiche technique
- Titre original : Billy Jack
- Titre français : Billy Jack
- Réalisation : Tom Laughlin
- Scénario : Tom Laughlin et Delores Taylor
- Montage : Marion Rothman
- Musique : Mundell Lowe, Dennis Lambert, Brian Potter
- Société de production : National Student Film Corporation
- Société de distribution : Warner Bros.
- Budget : 800 000 $
- Pays d'origine : États-Unis
- Langue : anglais
- Genre : drame
- Durée : 114 minutes
- Dates de sortie :
  - 1er mai 1971 (États-Unis)
  - 18 août 1971 (France)[2]
- Box-office : 32 500 000 $

## Distribution
- Tom Laughlin : Billy Jack
- Delores Taylor : Jean Roberts
- Clark Howat : le shérif Cole
- Victor Izay : le docteur
- Julie Webb : Barbara
- Debbie Schock : Kit
- Teresa Kelly : Carol
- Lynn Baker : Sarah
- Stan Rice : Martin
- David Roya : Bernard Posner
- John McClure : Dinosaur
- Susan Foster : Cindy
- Susan Sosa : Sunshine
- Bert Freed : Stuart Posner
- Kenneth Tobey : le député Mike
- Howard Hesseman : Howard